# Vulcan (Star Trek)

A Vulcan

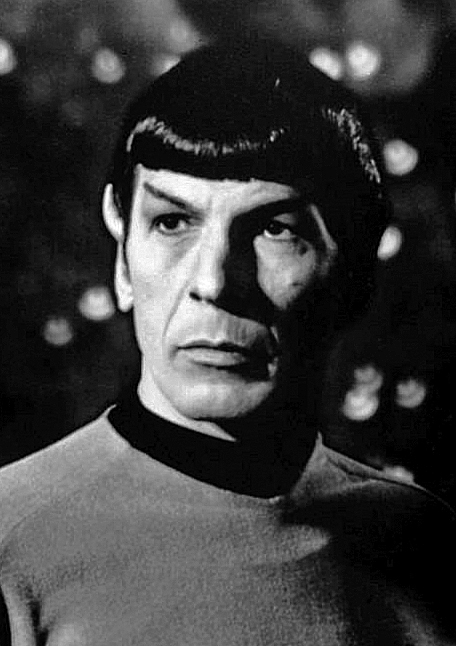
Spock, aki félig vulcani származású

A Vulcan (tkp. Vulkánusz, vulkáni nyelven: Ni'Var, magyarul Vulkán) egy kitalált bolygó a Star Trek-univerzumban. A 40 Eridani hármascsillag körül kering, a vulcaniak szülőbolygója. Emberi mértékkel mérve a Vulkán kopár, kietlen és forró: a bolygó nagyrészt száraz, sivatagos, az ég vörösnek látszik, csak elszórtan helyezkednek el a felszínen nagy kiterjedésű vízfelületek. Felszíni gravitációja és hőmérséklete magas. Egy ikerbolygója van, a T'Khut, ez hatalmasnak tűnik a Vulcan égboltján, a felszínén zajló vulkánkitörések és porviharok a Vulcanon jól megfigyelhetők.
A bolygó és ikerbolygója a római mitológiában szereplő Vulcanus, illetve Charis után kapta a nevét (a földiek javaslatára), amit a vulkániak elfogadtak hivatalosan is. (Vulcanus római kovácsisten volt, a görög mitológiában megfelelője Héphaisztosz. Charis Héphaisztosz felesége volt).
A vulcaniak a Bolygók Egyesült Föderációja alapító tagjai az emberekkel együtt. Jellemző rájuk, hogy érzelmeiket elfojtják, állandó meditációval próbálva kordában tartani őket, sőt megszabadulni tőlük; ebben a legendás Surak nevű filozófust követik. A romulánok a vulcaniakkal rokon faj, ők azért hagyták el a bolygót évezredekkel ezelőtt, mert nem voltak hajlandóak követni Surak tanításait. A vulkániak továbbá telepaták, testi érintkezés által képesek észlelni nemcsak a vulkániak, hanem más fajok egyedeinek gondolatait is.
A Star Trek-ben feltűnő vulcaniak közt a leghíresebb Spock (aki félig vulcani, félig ember, de vulcaninak tartja magát).
Más vulcaniak, akik feltűnnek egy vagy több Star Trek-sorozatban vagy filmben: Sarek nagykövet (Spock apja), Saavik hadnagy, Soval nagykövet (ENT), Sybok (Spock féltestvére), Surak filozófus, T'Pau (a bolygó vezetője), Tuvok (a Star Trek: Voyager sorozatban az egyik tiszt), T’Pol (a Star Trek: Enterprise sorozatban elsőtiszt).

## A vulcani nyelv
A vulcani írásnak rengeteg különböző formája van. Az elsődleges forma leginkább a földi zenei kottákra hasonlít, de függőleges oszlopokba írják a betűket fentről lefelé haladva és balról jobbra. Ez a forma egy fentről lefelé az írás irányába húzódó vonalat is tartalmaz, ezeken találhatóak a betűk.
A másik fajta írásmód egyszerű görbe vonalakból áll és nem tartalmaz vezetővonalat, de ugyanúgy függőlegesen írják, és ha egy oszlop betelik, akkor jobbra kezdenek egy újat. Leginkább a ruhákon látható.
A harmadik fajta a vulcani hajókon és néhány templomon látható, és balról jobbra írják.
A vulkáni nyelv kiejtésében előfordul a mássalhangzók tolulása, például neveknél, ilyen T'Pring, aki Spock menyasszonya.

## Vulkáni Főparancsnokság
A Föderációba lépés előtt a vulkániak nem érdeklődtek az öncélú felfedezés után, és nem lelkesedtek annyira érte, mint tanítványaik, az emberi faj - hiszen egyéb érzelmeik mellett a lelkesedést is elfojtották, relatíve hosszú élettartamuk miatt pedig nem kellett annyira sietniük, mint más fajoknak. Az űrbeli felfedezések főleg a társadalmi haszon miatt érdekelték őket. Mivel kevésbé voltak individualista társadalom az embereknél, jóval kevésbé voltak mohóak, lassabban és megfontoltabban aknázták ki az erőforrásokat. A Föderáció előtti Vulkán politikáját az óvatos, fontolva haladó terjeszkedés, más népek kultúrájának hűvös, ám sokszor enyhe lenézéssel párosuló tiszteletben tartása, az üzleti és politikai szövetségkötések jellemezték. A kevés kivételek egyikét egy közeli bolygórendszer, a kék bőrű, agresszív és impulzív csápos humanoidok által lakott Andoria jelentette. A Vulkániak felsőbbrendűségi tudatuk ellenére is gyanakodva figyelték a gyorsan fejlődő, ámde kaotikusnak tartott rendszert, az andóriaiak pedig akadálynak tekintették őket a saját terjeszkedésük útjában. A két rendszer közti viszony hűvösből az évszázadok alatt egyre forróbbá változott, állandósultak a határvillongások és diplomáciai konfliktusok.
A Főparancsnokság a legerősebb kormányzati szervezet volt a Vulcan bolygón annak a Föderációba lépése előtt. Felemelkedéséhez az andoriai fenyegetés jelentős mértékben hozzájárult. Katonai szervezet volt, de az egész vulcani birodalmat ők irányították. Több száz csillaghajójuk volt katonai, tudományos és egyéb feladatokra. A rangok hasonlóak voltak a Csillagflottáéihoz, de azzal ellentétben a Főparancsnokságnak vannak nem katonai alszervezetei is, ilyen például a tudományos direktórium. A Főparancsnokság a fontolva-terjeszkedő vulkáni űrpolitikát tanácsadói és nagykövetei útján szelíden ráerőszakolta a fejletlenebb szövetségesekre is, így pl. az emberi fajra, akiket ígéretes, de még sokáig iskolapadban tartandó tanítványoknak tekintettek, majdnem egy évszázadon keresztül. A Parancsnokság merev Andória-ellenes politikája és néhány vezető árulása (romulán befolyás alá kerültek) majdnem háborúba sodorta a vulkániakat, ezt Jonathan Archer közreműködésével sikerült megakadályozni. Ez a Főparancsnokság bukását jelentette, így a Vulkán Föderációba lépése előtt hat évvel elvesztette a hatalmát és megszűnt.

## A Föderációban
A vulkániak vélt felsőbbrendű öntudata a Föderációban is megmaradt, ahol alapvetően szövetségesként, de alsóbbrendű fajként tekintettek az emberekre és gyakorta más fajokra is, így az első ismert félvér Spockra és anyjára, Amanda Graysonra is, aki Sarek felesége volt, noha számtalanszor bebizonyosodott, hogy az emberek, ahogy más fajok is, ha a vulkániak attitűdjéhez képest sokkal érzelmesebbek, és olykor meggondolatlanabbak is, ugyanúgy rengeteg fejlett tudományos és szociális ismeret elsajátítására képesek, amiket hatékonyan – időnként a vulkániaknál is hatékonyabban – tudnak alkalmazni. Mindettől függetlenül a vulkániak a Csillagflottában is jelen vannak, sokan szolgálnak csillaghajókon is – több hajónak csak, vagy jórészt vulkániakból álló legénysége van.

## A vulkániak fiziológia
A vulkániak az emberhez nagyon hasonlatos küllemű humanoidok, testfelépítésük szinte azonos, jellegzetes külső változás a hegyes fülkagyló és a sárgás bőrszín, ezen kívül a vulkániak gyakran sima, sötét, egyenes hajjal rendelkeznek, mely egyenletes „gombafrizuraként” viselnek, de a vulkáni nők viselhetnek hosszabb hajú frizurát is. Nem csak sokkal hosszabb életkorral rendelkeznek, de a szervezetük az emberéhez képest jóval ellenállóbb, mivel a Vulcan is sokkal mostohább klímájú a Földhöz képest. A belső szerveik is némileg különböznek és más helyeken vannak, például a vulkáni szív az emberi máj helyén foglal helyet. A vérük réz alapú és oxigénre zöld színű lesz – ahogy a Romulánoké is. Az emésztőrendszerük is nagyon erős, sokkal több idegen anyag megemésztésére képes. Fejlett hallással és szaglással is rendelkeznek, ezen kívül a bolygójuk mostoha körülményei miatt a szabadban is jobban túl tudnak élni, a porviharokban egy harmadik szemhéj védi a szemüket. Sokkal hosszabb ideig tudnak élni víz és alvás nélkül. Az agyuk különösen fejlett, közismert, hogy telepatikus képességekkel rendelkeznek, ez viszont hátrányukká is válhat, mert mentális trauma esetén akár fizikai sérüléseket is elszenvedhetnek vagy viselkedési zavarok állhatnak elő. Jellemző náluk a pon farr, azaz „vérláz”, ami egy nagyjából hétévente előforduló párzási ösztön, ekkor a vulkániak elvesztik önkontrolljukat és szenvedélyes érzelmeik támadnak, ilyenkor régen gyakran küzdelmet folytattak a párosodás jogáért. A pon farr végzetes lehet, ha egy vulkáni nem tudja kielégíteni, erre vagy a párosodás és/vagy a kal-if-fee nevű közelharc, esetleg még a meditáció nyújthat megoldást.

## Kultúra
A vulkáni kultúra igen fejlett, a filozófia mellett a zenének és a táncnak is megvan a maga szerepe, de főleg szakrális értelemben. A vulkániaknál gyakoriak a meditatív tevékenységek. Számos szigorú ceremóniális szertartás tartozik még a vulkáni kultúrához, mint a Kolinahr szertartás vagy a V'Shal eljegyzési ebéd. Felsőbbrendű tudatuk része, hogy lenézik vagy akár kirekesztik azokat, akik nem képesek a kulturális vagy egyéb magas színtű elvárásaiknak megfelelni. A vulkáni stílusra a díszesebb külsősegek jellemzőek, úgy az építeszetben, mint az öltözködésben vagy egyéb használati tárgyakban, ami emlékeztet a földi Közel-Keleti stílusra.

## Ételek, italok
A vulcaniak mind vegetáriánusok.
- Vulcani gespar: zöldségekből álló étel, amelyet leginkább reggelire fogyasztanak. Egy szokás szerint a vendégnek ezt az ételt kell adni reggelire.
- Vulcani konyak: alkoholos ital.
- Plomikleves: az egyik leghíresebb vulcani étel, amelynek több fajtája van, ezek eltérő színűek és ízűek lehetnek.
- Pok tar
- Vulcani port: alkoholos ital.

## Mitológia
A vulcani mitológiában több isten is szerepelt az Ébredés (amikor a földi 4. század idején a vulcaniak szakítottak addigi erőszakos múltjukkal) előtt. Volt istene a halálnak, békének és a háborúnak is.